# Municipio de San Pedro Huilotepec
El municipio de San Pedro Huilotepec es uno de los 570 municipios que conforman al estado mexicano de Oaxaca. Pertenece al distrito de Tehuantepec, dentro de la región istmo. Su cabecera es la localidad de San Pedro Huilotepec.

## Geografía

### Límites municipales
Tiene límites administrativos con los siguientes municipios y/o accidentes geográficos, según su ubicación:
|                                  | Norte: San Blas Atempa              |                            |
| Oeste: Santo Domingo Tehuantepec |                                     | Este: Juchitán de Zaragoza |
| Suroeste: Salina Cruz            | Sur: Salina Cruz, San Mateo del Mar | Sureste: San Mateo del Mar |

### Fisiografía
El municipio pertenece a la subprovincia de la Llanura del Istmo, dentro de la provincia de la Cordillera centroamericana. Su territorio es cubierto por el sistema de topoformas de la playa o barra inundable o salina, por la llanura costera salina, y por la llanura costera.

### Hidrografía
San Pedro Huilotepec pertenece a la región hidrológica de Tehuantepec. Su superficie es relacionada con la subcuenca de la Laguna superior e inferior, que pertenece a la cuenca homónima; y a la subcuenca del río Bajo Tehuantepec, parte de la cuenca del río Tehuantepec. Los cuerpos de agua más importantes en la demarcación son la laguna Quirium Tilime y la laguna Superior.

## Clima
El clima del municipio es cálido subhúmedo con lluvias en verano. El rango de temperatura media anual es de 26 a 28 grados, el mínimo promedio es de 18 a 20 grados y el máximo promedio de 34 a 36 grados. El rango de precipitación media anual es de 800 a 1000 mm y los meses de lluvias son de octubre a mayo.